# Tachigali tessmannii
Tachigali tessmannii är en ärtväxtart som beskrevs av Hermann August Theodor Harms. Tachigali tessmannii ingår i släktet Tachigali och familjen ärtväxter. IUCN kategoriserar arten globalt som otillräckligt studerad. Inga underarter finns listade i Catalogue of Life.